# کابوس (فیلم ۱۳۴۵)
کابوس فیلمی به کارگردانی رضا صفایی و نویسندگی منصور مرزی ساختهٔ سال ۱۳۴۵ است.

## خلاصه داستان
سعید در زندان برای همبندهایش تعریف می‌کند که او متهم به قتلی است که همه را در خواب و کابوس دیده است: یک روز صبح از خواب بیدار شده و با دیدن علائمی تردید می‌کند که خوابش واقعیت داشته است...

## بازیگران
- علی آزاد
- ملکه رنجبر
- عزیزه
- اکبر جنتی شیرازی
- ابوالقاسم ملکوتی
- نعمت‌اله پیشواییان
- رضا بانکی
- فلور